# Kreuzbein von Tequixquiac

Der Hueso sacro (Kreuzbein) von Tequixquiac

Das Kreuzbein von Tequixquiac (spanisch Hueso sacro de Tequixquiac) ist eine große monolithische Skulptur aus der Steinzeit von Tequixquiac in Mexiko. Das Stück ist als Meisterwerk des amerikanischen Kontinents bekannt.
Das Gebiet war, wie archäologische Funde belegen, bereits vor 35.000 Jahren durch Einwanderer besiedelt, die über die Bering-Straße aus Asien gekommen waren. Das Kreuzbein von Tequixquiac wurde vor etwa 22.000 Jahren aus dem Knochen einer ausgestorbenen Kamelart geschnitzt. Es wurde 1870 entdeckt.